# Puffinus lherminieri
La pardela de Audubon (Puffinus lherminieri) es una especie de ave procelariforme de la familia Procellariidae. Su área de distribución incluye el océano Índico, el noreste y centro del océano Pacífico (incluyendo las Islas Galápagos), y en el oeste del océano Atlántico, incluyendo el mar Caribe y el golfo de México.

## Subespecies
Se distinguen dos subespecies:
- Puffinus lherminieri lherminieri Lesson, 1839
- Puffinus lherminieri loyemilleri Wetmore, 1959